# Enkomi (Ausgrabungsstätte)

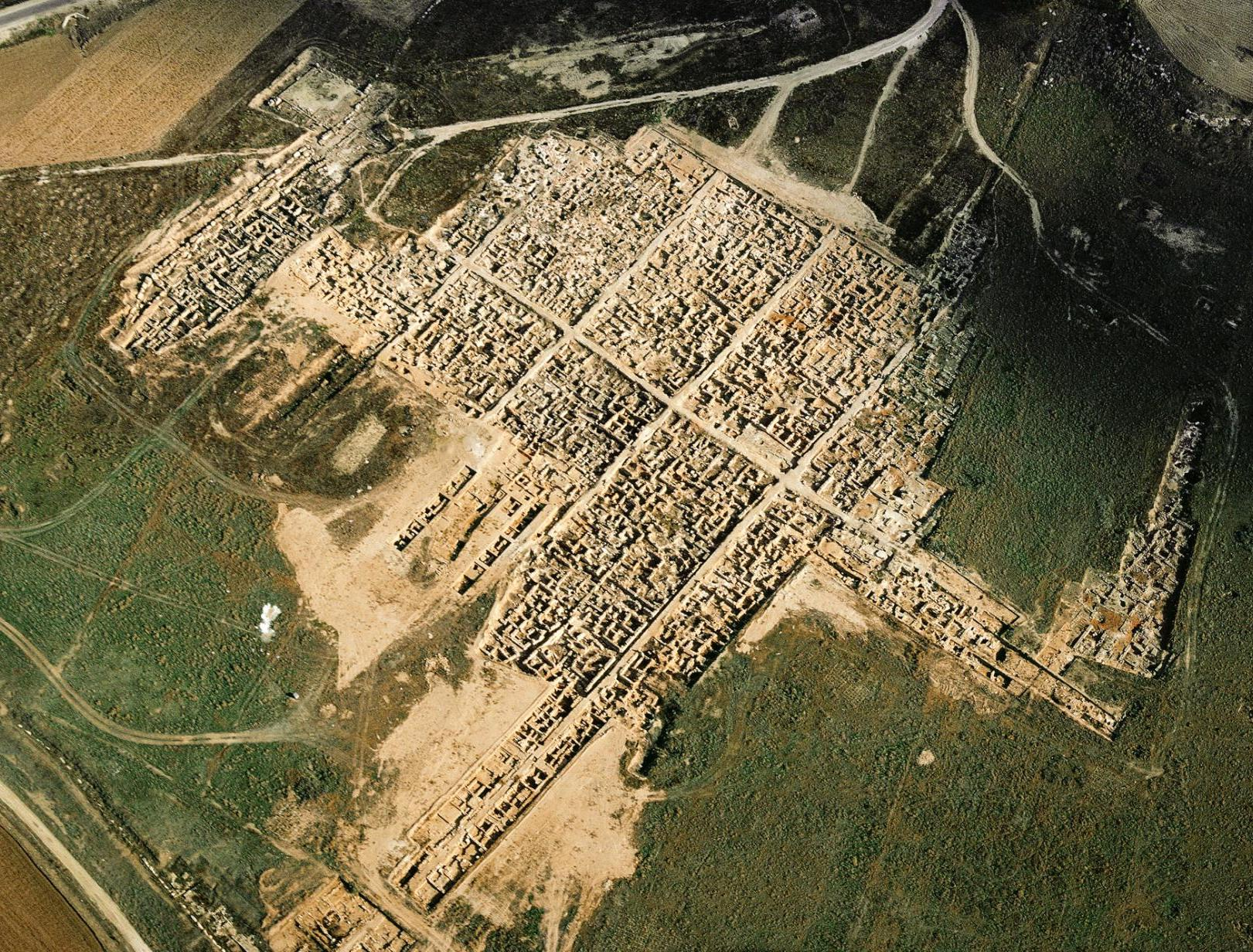
Luftbild der Ausgrabungsstätte

Enkomi (griechisch Έγκωμη) ist eine bronzezeitliche Ausgrabungsstätte im Osten Zyperns, die nach dem Ort Enkomi benannt wurde.

## Name
Wegen ihrer Größe und daher vermuteten Bedeutung wurde die Stadt von der älteren Forschung mit dem in ägyptischen und nahöstlichen Quellen genannten Alašija identifiziert; heute wird mitunter ganz Zypern mit Alašija gleichgesetzt.

## Lage
Der Ort Enkomi liegt im östlichen Zypern, etwa 7 km nördlich von Famagusta, in der fruchtbaren Mesaoria-Ebene. In der Antike war es durch den heute versandeten Fluss Pedhieos (Kanlidere) mit dem Meer verbunden.

## Geschichte

Plan der Stadt Enkomi, Lage der Grabungsschnitte

Zum Ende der mittleren Bronzezeit auf Zypern vollzog sich eine allgemeine Bevölkerungsverlagerung vom Landesinneren an die Küsten. So von der mittelbronzezeitlichen Siedlung Kalopsidha in das 15 km entfernte Enkomi und das südlich gelegene Kition. Diese Verlagerung wird als Übergang zur Spätbronzezeit Zyperns angenommen.
Die frühesten Funde in Enkomi stammen aus dem 17. Jahrhundert v. Chr. Seit ungefähr 1600 v. Chr. war die Stadt ein wichtiges Handelszentrum für den Export von Kupfer. Die frühe Phase zeigt starken ägyptischen Einfluss. Edgar J. Peltenburg nimmt an, dass Enkomi zu dieser Zeit die Hauptstadt ganz Zyperns war, Keswani und R. S. Merrilees gehen von einer wesentlich kleinteiligeren politischen Gliederung aus. Ab dem 13. Jahrhundert v. Chr. (Phase LC IIB) entstanden an der Südküste zahlreiche weitere Handelszentren.
Der bereits sehr früh bestehende Import Mykenischer Keramik nimmt im 14. Jahrhundert v. Chr. stark zu. Für das letzte Viertel des 13. Jahrhunderts lässt sich der Beginn einer lokalen Produktion Mykenischer Keramik in Enkomi nachweisen, weshalb davon ausgegangen wird, dass sich mykenische Griechen in Enkomi angesiedelt haben und der Import durch lokale Produktion ersetzt wurde. Aus dieser Zeit stammt das älteste und größte der sogenannten Ashlar Buildings (Haus 18), Gebäude die aus gleichmäßig zugerichteten Steinquadern errichtet sind. Um 1200 v. Chr. lässt sich in Enkomi ein großes Brandereignis durch eine Brandschicht nachweisen (Übergang von Schicht II B (Phase LC IIB) zu Schicht III A (Phase LC IIIA)). Haus 18 wurde durch diesen Brand zerstört. Danach wird Haus 18 wieder instand gesetzt, weitere Ashlar Buildings werden errichtet (Heiligtum des Gottes mit den Hörnern, Heiligtum des Barrengottes …) und das Straßennetz erhält sein gerastertes Aussehen mit der Nord-Süd gerichteten Hauptstraße und den rechtwinklig abgehenden Nebenstraßen.
Um 1050 v. Chr. wird Enkomi nach einem Erdbeben zugunsten des nahe, direkt an der Küste gelegenen Salamis verlassen. Auch das Versanden des Hafens wird eine Rolle gespielt haben.

## Aufbau
Die Stadt war seit etwa 1200 v. Chr. von einer Mauer umgeben. Das Fundament bestand aus großen Steinen (zyklopisches Mauerwerk), darauf stand die eigentliche Mauer aus Lehmziegeln. Eine ähnliche Konstruktion findet sich in Palaiokastro in Westzypern. Die rechtwinkligen Straßen sind auf die Stadttore orientiert. An kommunalen Anlagen ist eine ausgefeilte Kanalisation hervorzuheben.
Durch eine ausgegrabene Schmiede konnte Kupferverarbeitung vor Ort nachgewiesen werden. Auch hier finden sich Parallelen zu Kition, wo die Kupferverarbeitung in einen Tempelbezirk eingegliedert war.
Die Häuser bestanden aus mehreren Räumen um einen zentralen Hof. Unterhalb der Häuser waren Grabkammern in den Kalkstein gehauen, in denen die Toten mit reichen Beigaben bestattet wurden. Daneben gab es Tholoi aus Lehmziegeln.
In der Spätbronzezeit, die durch mykenischen Einfluss in der Keramik geprägt ist, entstanden mehrere aufwendige Bauten aus Steinquadern, bei denen es sich vielleicht um Lagerhäuser handelt. Ähnliche Bauten sind aus Maa und Kition bekannt. Die Gebäude sind insgesamt größer. Palastähnliche Anlagen deuten auf zunehmende soziale Differenzierung hin.

## Forschungsgeschichte
Seit 1896 führte das Britische Museum unter Leitung von Alexander Stuart Murray  in Enkomi Ausgrabungen durch. Unter anderem wurden Bestattungen aufgedeckt, die Ausgräber hielten die Befunde für ein Gräberfeld, da sie die darüber befindlichen Häuser nicht erkannt hatten. Die Beigaben stammten größtenteils aus der Zeit der 18. Dynastie, also dem späten 14. und 13. Jahrhundert. Zwischen 1927 und 1931 wurde im Zuge der Swedish Cyprus Expedition neben anderen Fundplätzen auch in Enkomi erneut gegraben. Auch bei dieser Kampagne wurden wieder nur Gräber aufgedeckt. Erst Claude F.-A. Schaeffer, der vorher in Ugarit gearbeitet hatte, und 1934 Enkomi untersuchte, deckte die Häuser und Stadtmauern auf. 1946 setzte er diese Untersuchungen fort, ab 1948 und bis 1958 gemeinsam mit Dikaios Porphyrios.
Nach der türkischen Besetzung des Nordens Zyperns im Jahr 1974 wurden auf Druck der Behörden im Süden keine weiteren Ausgrabungen in Enkomi durchgeführt. Ausländischen archäologischen Instituten wurde gedroht, alle Ausgrabungslizenzen auf der Insel sowie in Griechenland zu verlieren, sollten sie ihre Untersuchungen in besetzten Gebieten fortsetzen. Lediglich die Ergebnisse konnten weiter aufgearbeitet werden. Noch 2005 hielt die Regierung der Republik Zypern an dieser Haltung fest.

## Funde

„Gott mit den Hörnern“, 12. Jh. v. Chr., Fundort Enkomi, Heiligtum des „Gottes mit den Hörnern“, Zypern-Museum Nikosia
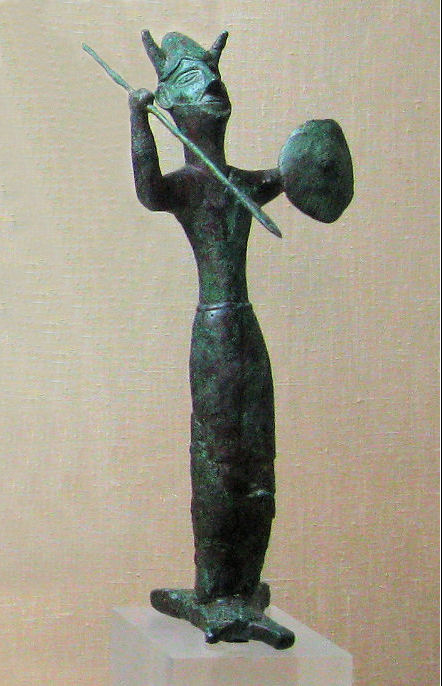
„Barren-Gott“, 12. Jh. v. Chr., Fundort Enkomi, Heiligtum des „Barren-Gottes“, Zypern-Museum Nikosia

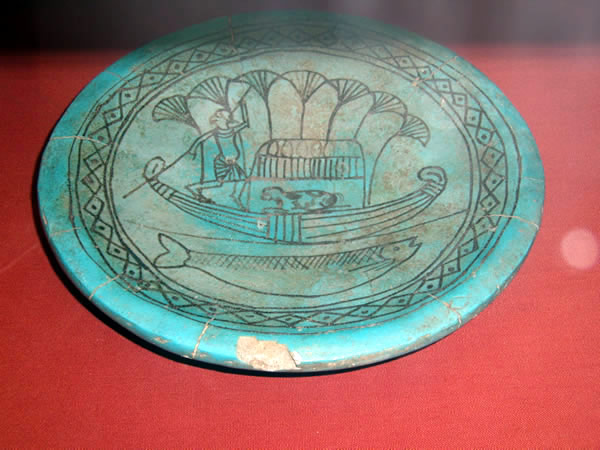
Teller in Ägypten produziert, aus Grab 66 in Enkomi

- Berühmt ist die Bronze-Statue des sogenannten „Gottes mit den Hörner“ aus der Spätbronzezeit (1200–1150 v. Chr.). Er trägt einen kurzen Schurz und einen Hörnerhelm. Die Darstellung zeigt starken syrischen Einfluss und erinnert an den dortigen „schreitenden Gott“, der meist als Wettergott gedeutet wird. Andere Forscher betonen die ägäischen Züge und sehen ihn als den arkadischen „Apollo Kereatas“, den Gott der Viehzucht, oder „Apollon Alasiotas“ an.
- Der bärtige Barren-Gott (Spätbronzezeit, 1200–1100 v. Chr.) aus Bronze steht auf einem ochsenhautförmigen Kupferbarren (Ochsenhautbarren). Er trägt eine konische Kappe mit zwei kurzen Hörnern, Beinschienen, in den Händen Speer und Schild und wird manchmal als Kriegsgott angesprochen.
- Auch eine nackte weibliche Bronze-Figur auf einem Barren, jedoch ohne Fundort ist bekannt, die sogenannte Astarte.
- Eine Silberschale mit Einlagen aus Gold und Niello, die aus einem Grab (2/7) stammt, zeigt im oberen Fries Stierköpfe mit je zwei Lotusblüten dazwischen und im unteren Fries Rosetten die von einem Halbkreisband gerahmt sind. Sie ähnelt stark einem Stück aus Dendra in Griechenland, einige Forscher nehmen an, dass sie derselbe Handwerker hergestellt haben könnte. Sie wird in das 14. Jh. v. Chr. datiert.
- Einfache halbkugelige Goldschalen.
- Verzierte Goldbleche die als Brustbesatz oder Kopfschmuck interpretiert werden.
- Ohrringe in Form von Stierköpfen (Bukranien)
- Zahlreiche Tontafeln in der zypriotischen Silbenschrift sowie Griffel.
- Fayence-Gefäße nach ägyptischem Vorbild, teilweise mit Lotusblüten verziert.

Die Funde befinden sich im Britischen Museum, im Zypern-Museum in Nikosia und im St. Barnabas-Museum für Ikonen und Archäologie zwischen Salamis und Enkomi.

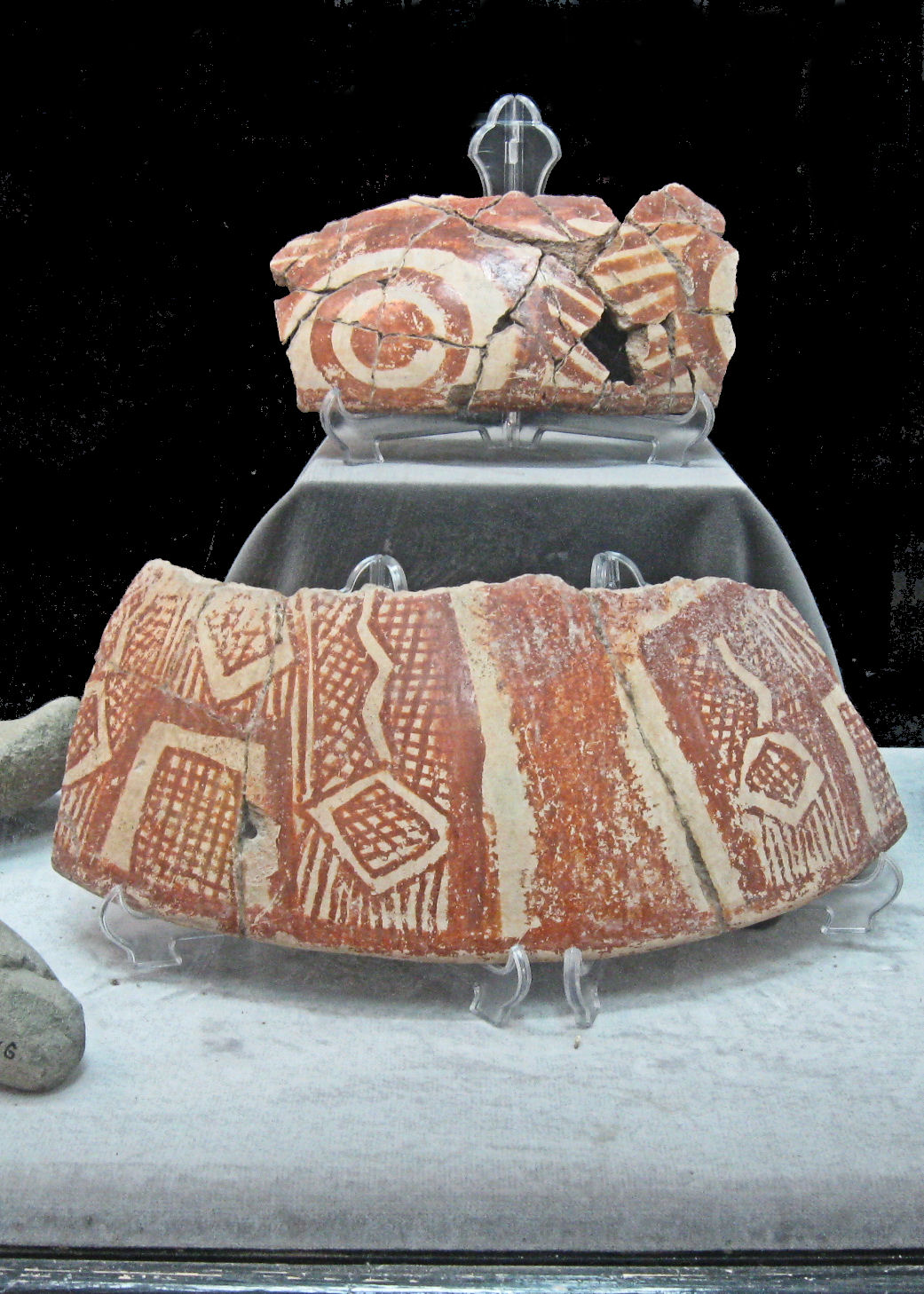
Bruchstücke einer rotpolierten Deckel-Pyxis aus Enkomi, um 4000 v. Chr., Archäologisches Museum St. Barnabas / Salamis (Nordzypern)
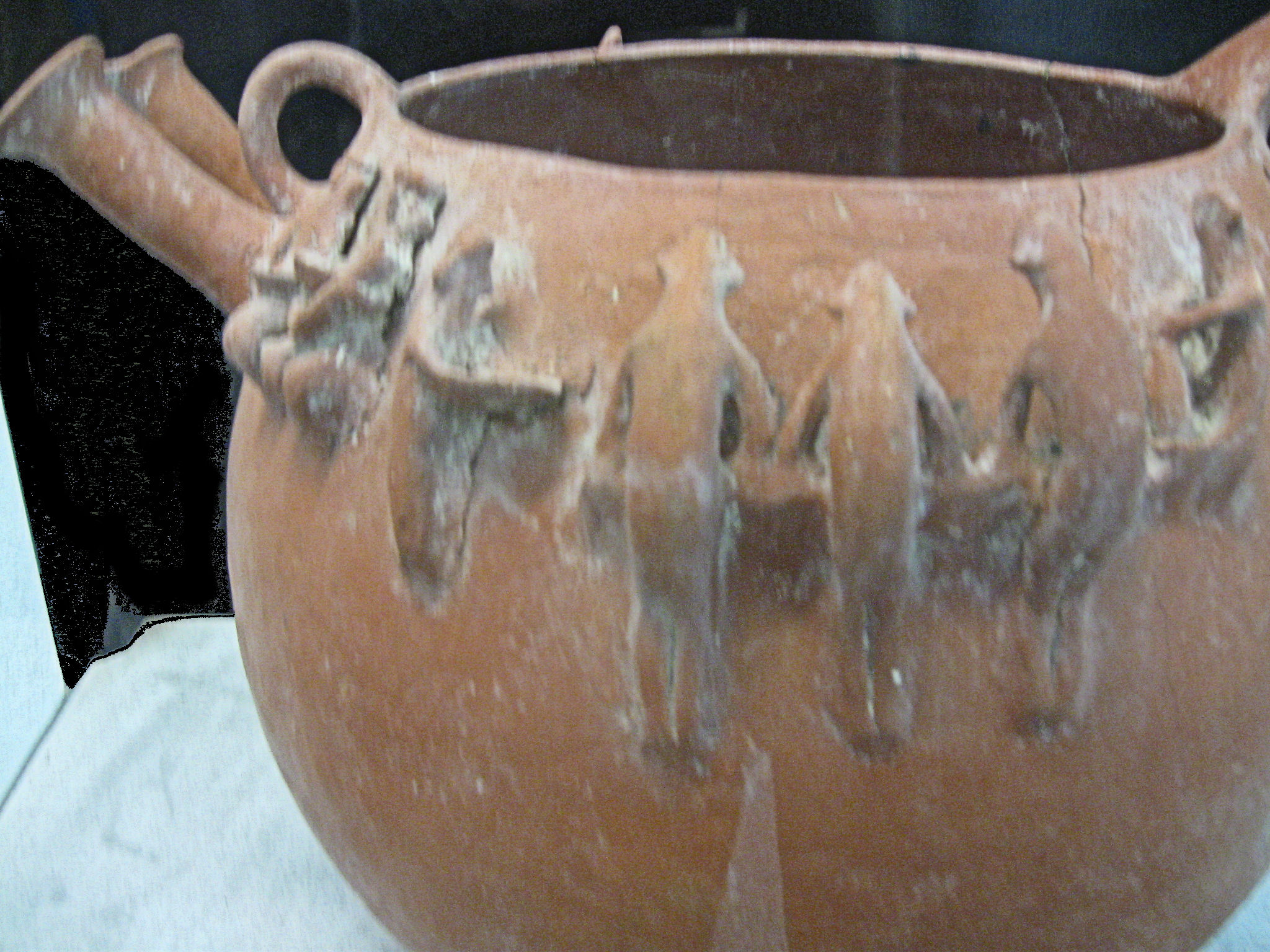
Rotpolierte Schüssel mit Figurenschmuck aus Enkomi, 2300–2075 v. Chr., Archäologisches Museum St. Barnabas / Salamis (Nordzypern)
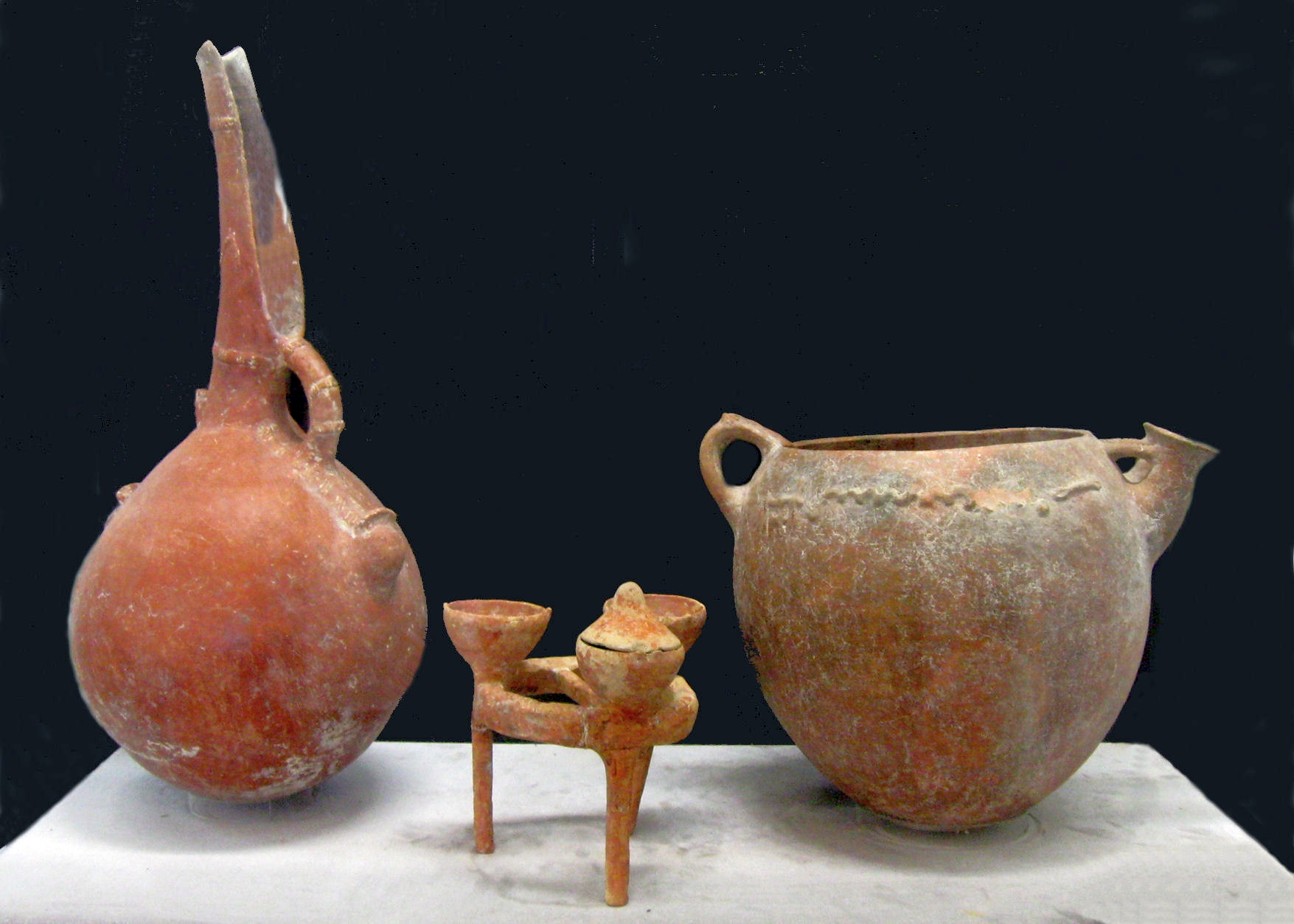
Rotpolierte Keramiken aus Enkomi, 2300–2075 v. Chr., Archäologisches Museum St. Barnabas / Salamis (Nordzypern)
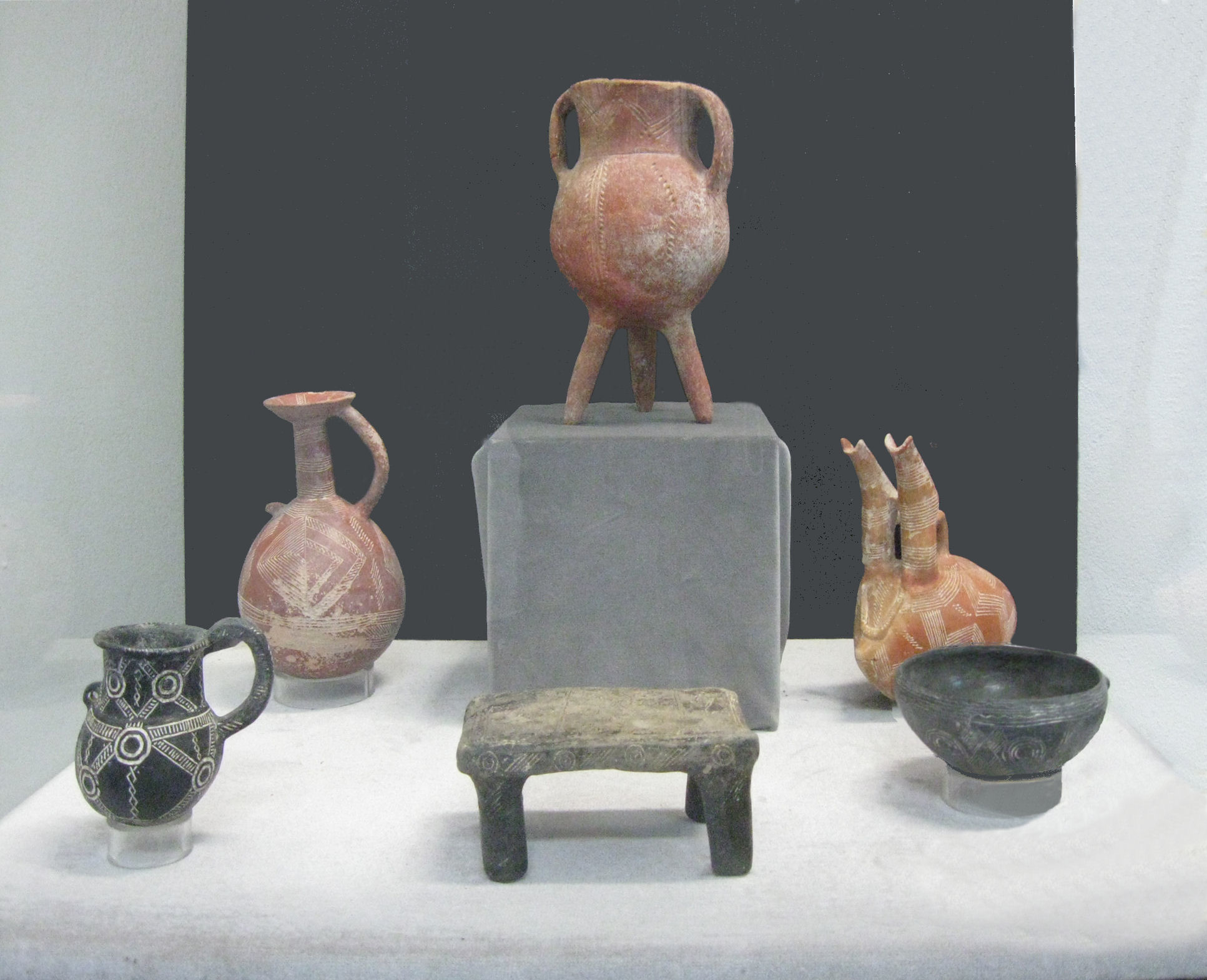
Rot- und schwarzpolierte Keramiken aus Enkomi, 2300–1900 v. Chr., Archäologisches Museum St. Barnabas / Salamis (Nordzypern)
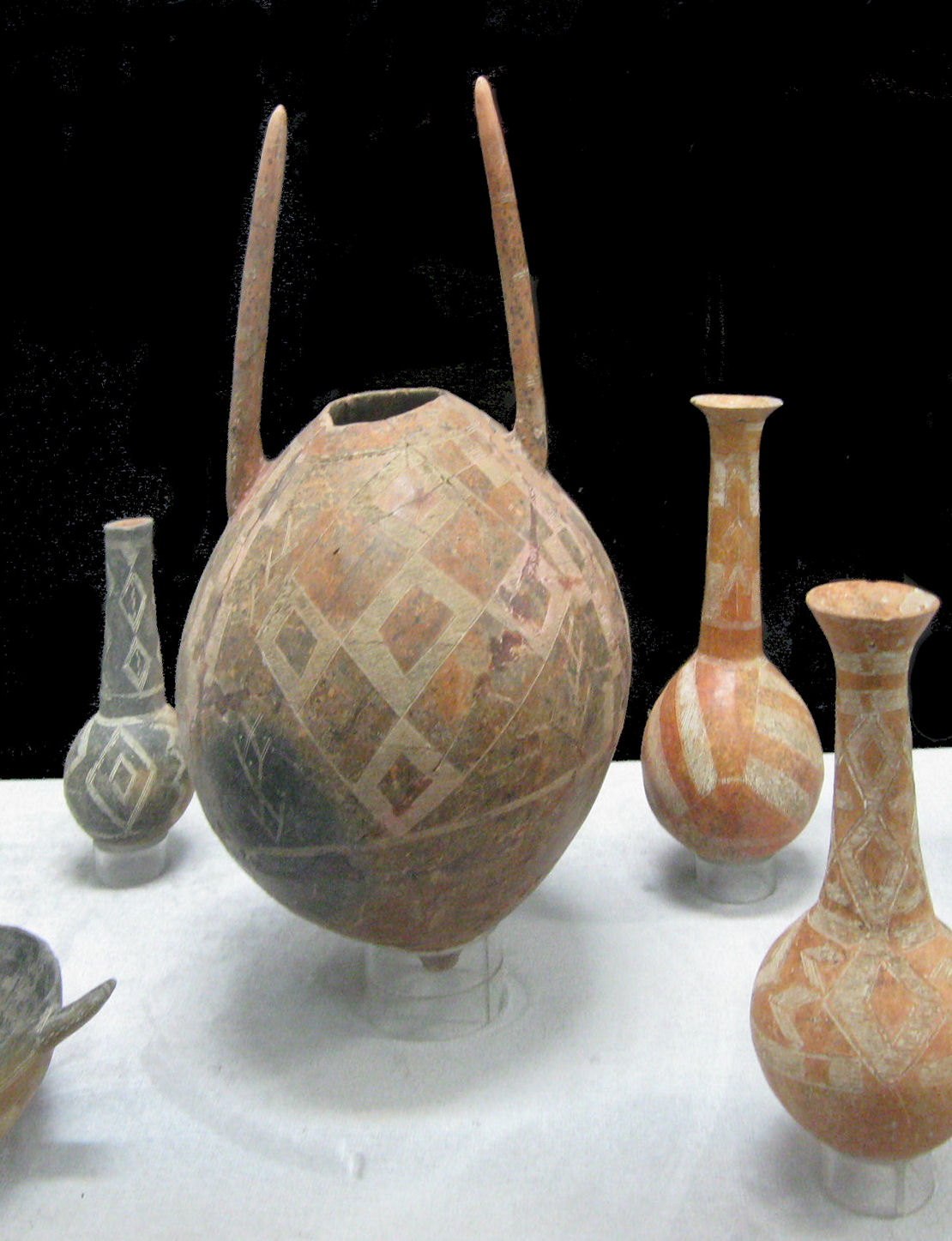
Rot polierte Keramik aus Enkomi, 1900–1725 v. Chr., Archäologisches Museum St. Barnabas / Salamis (Nordzypern)
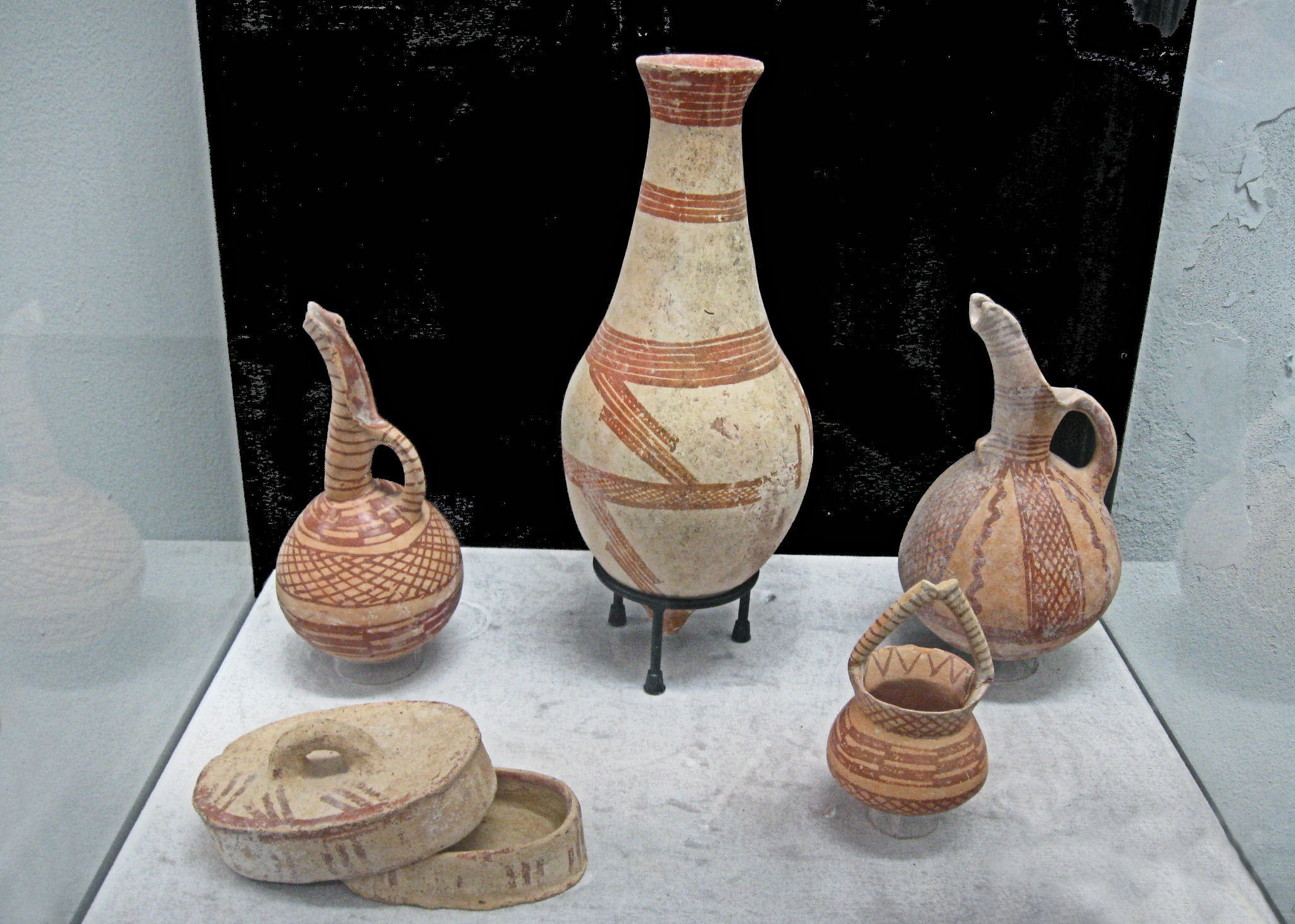
Weiß bemalte Keramik aus Enkomi, 1900–1625 v. Chr., Archäologisches Museum St. Barnabas / Salamis (Nordzypern)
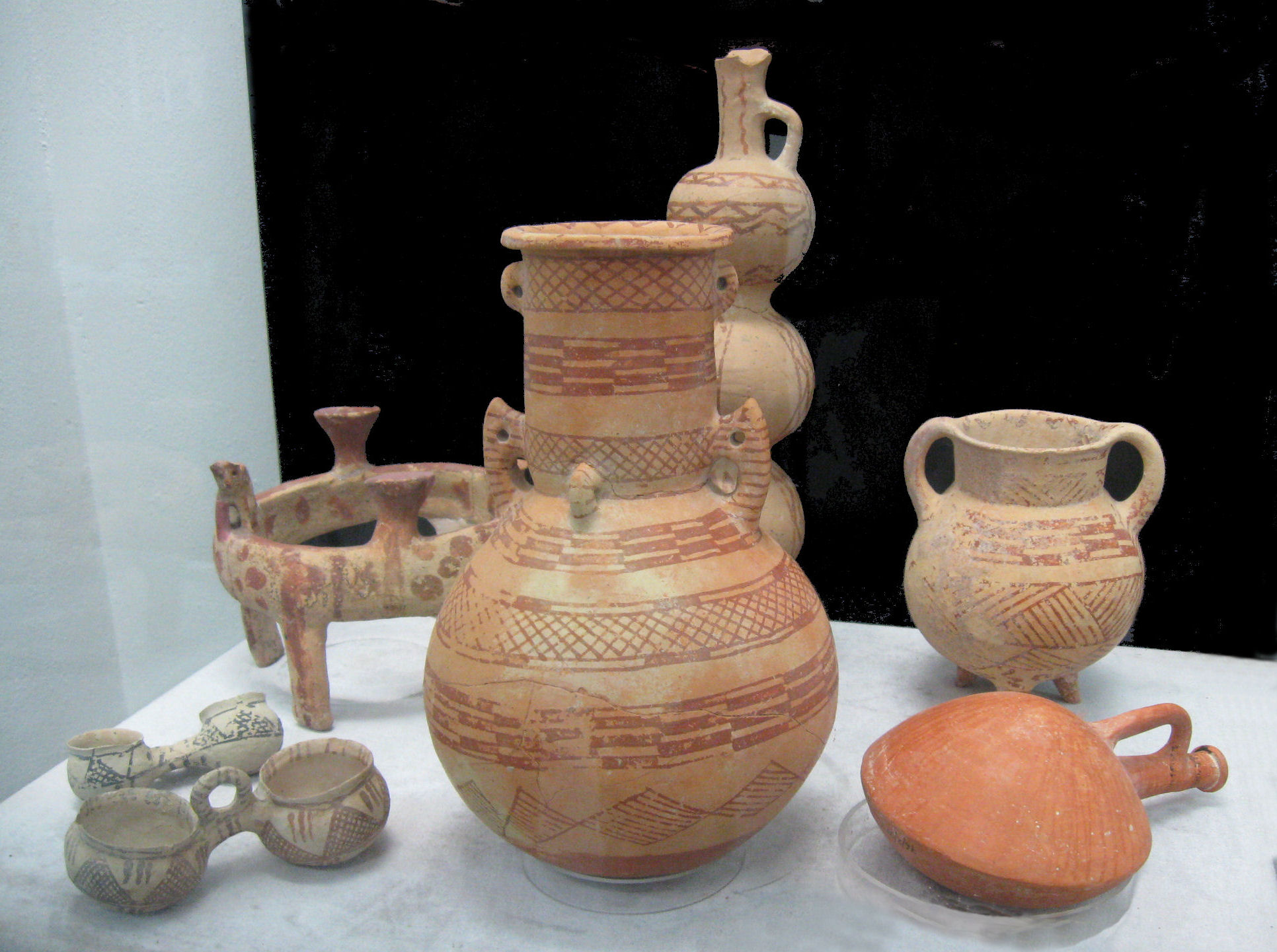
Weiß bemalte Keramik aus Enkomi, 1900–1625 v. Chr., Archäologisches Museum St. Barnabas / Salamis (Nordzypern)
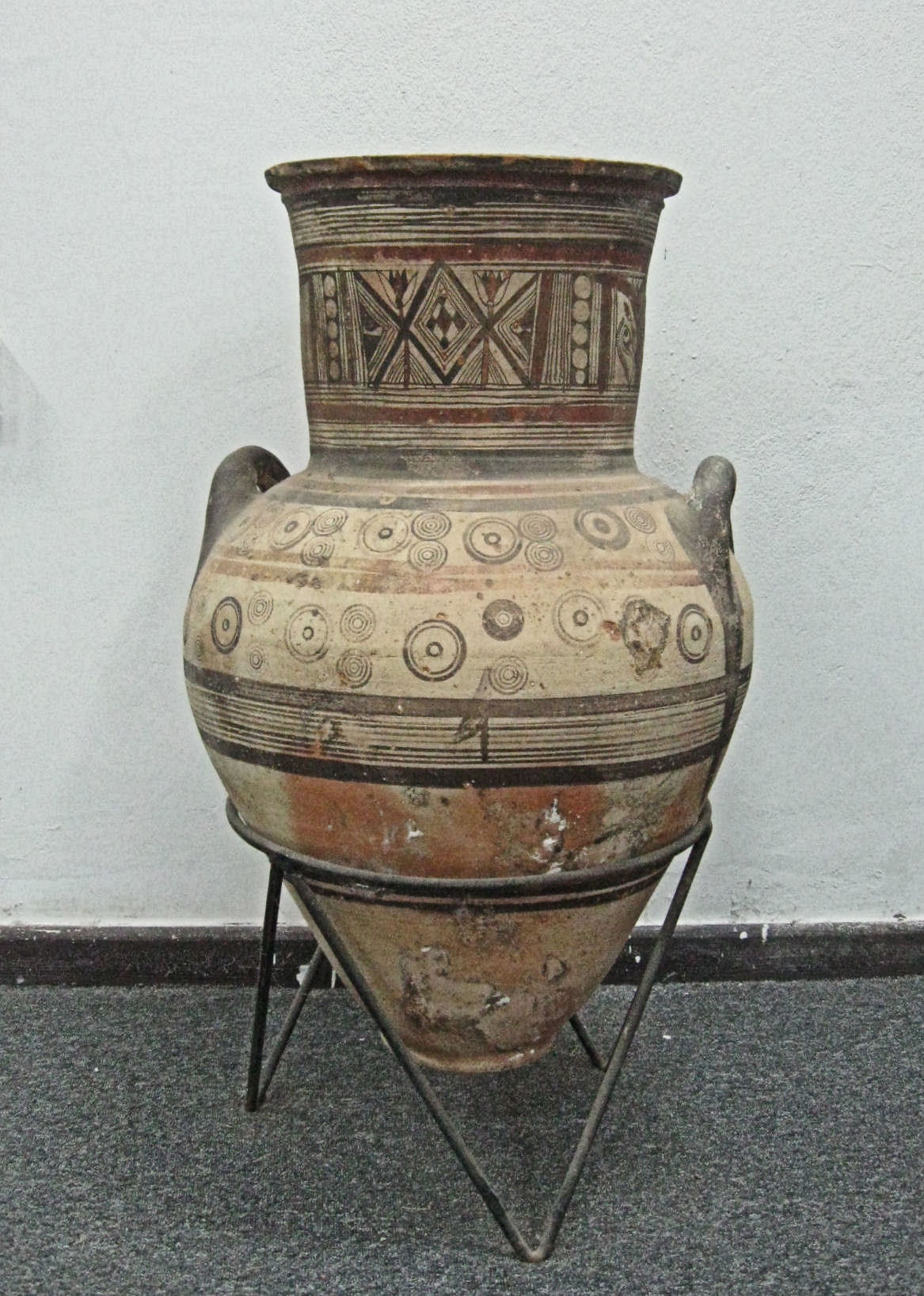
Amphore 850–750 v. Chr.
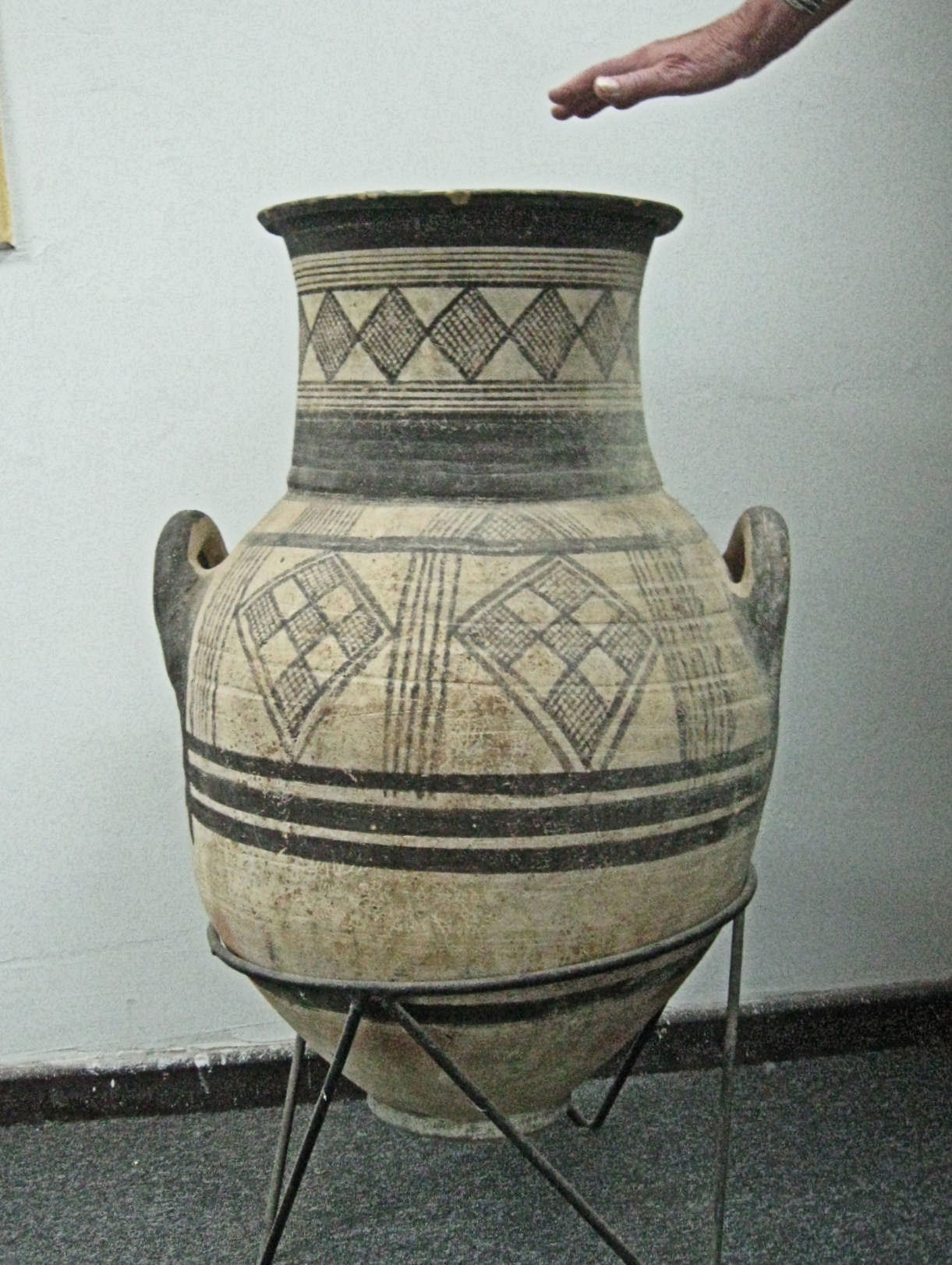
Amphore 750–600 v. Chr.
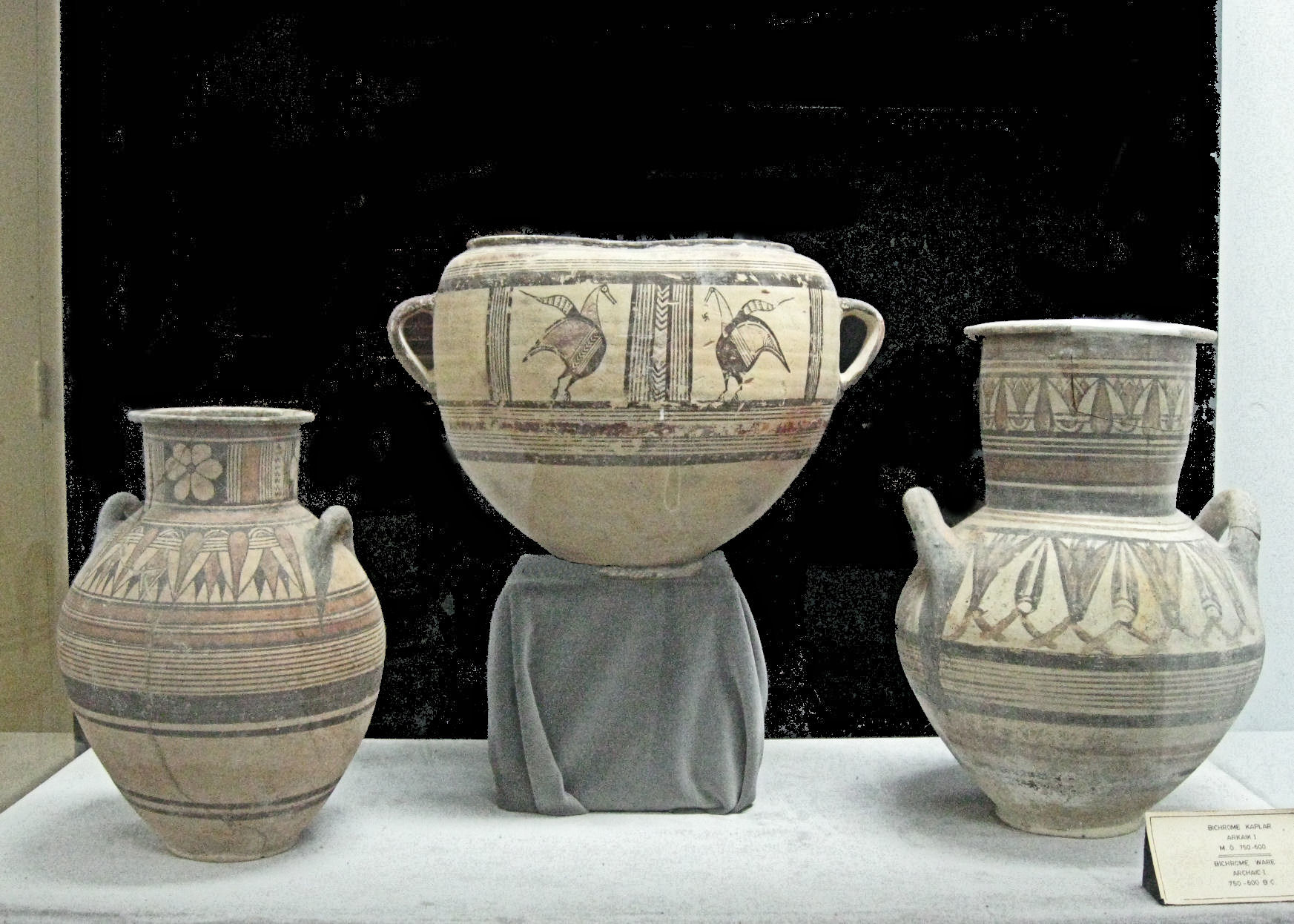
750–650 v. Chr.